# Carlo Mellara
Carlo Mellara   (Parma, 15 de març de 1778 - Parma, 1840) fou un compositor italià.
Va ser dirigit en l'estudi del contrapunt pels bons mestres G. F. Fortunati i Ghieretti. Als anys vint, va escriure una missa concertada per a gran orquestra, que li va fer un gran honor; i així, en pocs anys, va escriure moltes peces en diferents gèneres, que li van donar una reputació més extensa. En el gènere teatral es va distingir molt aviat amb diverses Òperes i Farse a Verona, Venècia, Brescia i Ferrara, i en l'actualitat encara és conegut avantatjosament en altres parts d'Itàlia.

## Òperes
- La Prova indiscretta;
- Il bizarro capriccio;
- Zilia;
- I Gauri;
- La nemica degli uomini.